# Rio Timbó (Rio de Janeiro)
Rio Timbó é um rio brasileiro do estado do Rio de Janeiro.
O rio nasce na Serra do Juramento, e atravessa dos bairros de Cavalcanti, Tomás Coelho, Engenho da Rainha, Inhaúma e Higienópolis, quando, após um percurso de 8,6 km, se funde com o Rio Faria, para formar o Rio Faria-Timbó.
Não deve ser confundido com o Rio Timbó Superior, com o qual não possui nenhuma ligação.